# Il cervello che non voleva morire
Il cervello che non voleva morire (The Brain That Wouldn't Die) è un film horror fantascientifico del 1959 scritto e diretto da Joseph Green.
È la storia di un folle medico che sviluppa un metodo per mantenere in vita parti del corpo umano ed è costretto ad applicare la sua scoperta a una persona cara, contro la sua volontà.

## Trama

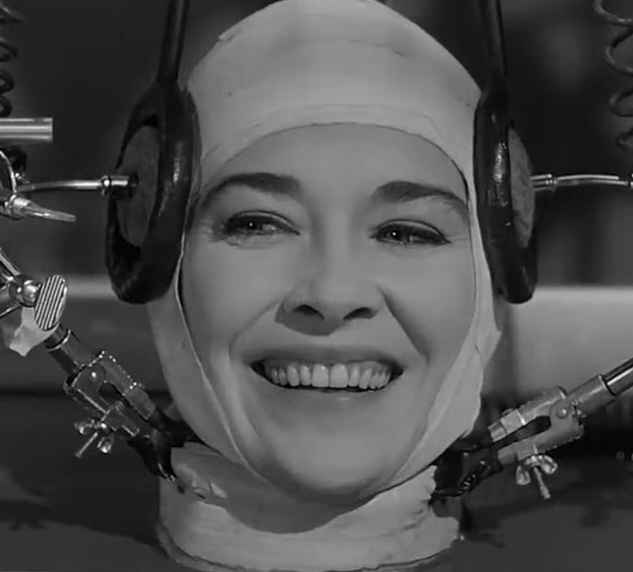
La testa vivente nel film

New York: il dottor Bill Cortner è un chirurgo di successo che ha appena salvato un paziente dichiarato morto al pronto soccorso, un paziente di suo padre, con un metodo chirurgico non ortodosso. Dopo che il giovane dottore e la sua bella fidanzata Jan Compton sono rimasti coinvolti in un terribile incidente d'auto che decapita Jan, Cortner raccoglie la testa mozzata della ragazza e si precipita al suo laboratorio nel seminterrato di casa, dove la fa rivivere e riesce a mantenerla in vita in una vaschetta riempita di liquido, attaccata a un sistema di cavi elettrici, teche protettive e fluidi chimici.
Cortner ora è deciso a commettere un omicidio pur di ottenere un nuovo bel corpo da attaccare alla testa della sua fidanzata. Mentre è a caccia di un campione adeguato quella notte in un bar burlesque e per la strada il giorno dopo, Jan nel laboratorio inizia a covare un piano omicida. Piena di odio per Cortner perché non l'ha lasciata morire, comunica telepaticamente con un orribile mutante prigioniero in una cella del laboratorio, dicendogli di uccidere lo scienziato.
Il mostro mutante inizia ferendo mortalmente Kurt, l'assistente del medico: l'uomo, dopo avere dato il pasto al mostro e fatta una pulizia generale di tutto il laboratorio, sta inconsapevolmente davanti alla finestrella nella porta della cella del mostro, porta che ha lasciato sbloccata, da dove il mostro protende il braccio gigante e strappa il braccio dell'assistente.
Nel frattempo Cortner conduce la modella Doris Powell alla sua residenza con la scusa di studiare il suo volto sfregiato promettendole un'operazione di chirurgia plastica e droga la sua bevanda in modo che perda coscienza, quindi la conduce fino al laboratorio. Quando Jan protesta dopo che Cortner le ha spiegato il suo piano di trapiantare la testa su questo nuovo corpo, lui sommariamente le chiude la bocca con il nastro.
Il dottor Cortner poi si ferma di fronte alla porta della cella del mostro, con la finestrella di nuovo lasciata aperta. Questa volta il mostro afferra lo scienziato attraverso la porta e, chiudendolo in una morsa, applica una forza tale che la porta viene strappata dai cardini. Il mostro si svela finalmente per un gigante di due metri con una testa orribilmente deforme, presumibilmente il risultato di vari trapianti falliti o altri scellerati interventi chirurgici dello scienziato, e morde al collo Cortner dilaniandolo. Nella lotta il laboratorio viene dato alle fiamme; Cortner giace morto sul pavimento e il mostro porta via l'inconscia Doris al sicuro. Come il laboratorio va in fiamme si sente Jan dire "Ti avevo detto di lasciarmi morire" e un'ultima risata maniacale.

## Produzione
Il film fu girato come produzione indipendente nel 1959 con il titolo The Head That Wouldn't Die. Alcune stampe della pellicola riportano il titolo di apertura The Brain That Wouldn't Die e il titolo di chiusura The Head That Wouldn't Die.
La produzione del film ebbe un costo stimato di 62 000 dollari.
Il mostro nell'armadio è interpretato da Eddie Carmel nel suo primo ruolo cinematografico. Carmel era un noto artista circense di origine israeliana che lavorò con il nome d'arte di "The Jewish Giant" ("il gigante ebreo"). È il soggetto di una fotografia di Diane Arbus intitolata The Jewish Giant at Home with His Parents in the Bronx, NY, 1970.

## Distribuzione
Fu distribuito dalla AIP negli Stati Uniti il 3 maggio 1962 assieme al film Invasion of the Star Creatures. La AIP lo accorciò per la distribuzione nelle sale.
La pellicola è entrata nel pubblico dominio negli Stati Uniti.

## Critica
(Fantafilm)